# Осада Решта
Осада Решта — одно из сражений Персидского похода (1722—1723). Взятие Решта позволило русской армии закрепиться на юге Каспийского моря.

## Предыстория
В августе 1722 года после взятия Дербента Пётр I был вынужден повернуть свои войска обратно по той причине, что шторм на море и плохие погодные условия не позволили продолжать Персидский поход дальше. Российский император принял решение по взятию Решта, когда рештский губернатор (визирь) Мамед Али-бек попросил его о помощи в борьбе с афганскими мятежниками. Персидская армия была не в состоянии оказать им сопротивление.
4 ноября 1722 года российский император дал приказ полковнику П. М. Шипову утвердиться на территориях Персии.
Полковнику Петру Михайловичу Шипову был дан приказ поставить русскую армию в городе, найти квартиры для войск и разузнать о морской торговле в городе. Пётр I планировал, что за помощь русской армии от афганских бунтовщиков персы согласятся уступить Российской империи часть своих прикаспийских земель. Чтобы закрепить свои позиции на юге Каспийского моря, Пётр I отправил туда поздней осенью русский десант из 14 кораблей под командованием полковника П. М. Шипова. Как отмечал сам полковник П. М. Шипов, его отряд был слишком слаб, а плавание по бурному морю осенью было небезопасным.
Плавание прошло удачно, но шесть человек погибли во время шторма. Войдя 5 декабря в Энзелийский залив, в течение 8—12 декабря русские войска заняли берег. Но 29 декабря рештский визирь Мамед Али-бек отказал русскому десанту в высадке, объяснив этого тем, что на то не было распоряжения шаха. Консул Семён Аврамов, прибывший из ставки шаха Тахмаспа II, сумел успокоить волнение в городе. Он объяснил визирю, что войска здесь находятся с целью защиты провинции от мятежников.
В дальнейшем рештский визирь увидел, как независимо ведут себя губернаторы других провинций, предоставив себе самостоятельное управление, так как страна оставалась практически в безвластии законного наследника. Афганский предводитель Мир-Махмуд захватил тем временем власть в Персии и начал искать союза с Османской империей. Визирь Решта Мамед Али-бек принял решение, что теперь не нуждается в помощи, поэтому надо выгнать русские войска из своей провинции как можно быстрее. Он сначала планировал не выпускать персидского посла обратно в Россию, но его всё же успели переправить на судах Шипова в Астрахань. Мамед Али-бек тогда дал понять, что присутствие русских в его провинции теперь нежелательно. Полковник Шипов убеждал визиря, что русская армия закрепила свои позиции в городе с целью его защиты от мятежников и возможного турецкого вторжения.

## Сражение
Визирь Решта начал собирать войска в своей провинции. Им было собрано около 15 тысяч войска, хотя эти сведения могут быть сильно преувеличены, чтобы подчеркнуть значимость победы. Затем он начал убеждать полковника Шипова, что теперь у него есть армия для защиты от мятежников, и русские должны покинуть его земли. Шипов утверждал, что пока нет свободных судов: на одних судах отвезли персидского посла в Астрахань, а на других в Дербент будет сначала отправлена тяжелая артиллерия. Но персы заметили, что полковник Шипов не собирается выводить свои войска, а его пушки продолжают оставаться в городе. Губернатор собрался напасть ночью, чтобы уничтожить русскую армию, а также захватить оставшиеся корабли, которые стояли в порту.
Персы обступили позиции русских солдат и начали вести стрельбу. В ходе её было убито несколько русских солдат и один офицер. Русская армия вела активную оборону своих позиций в течение всего дня. Дождавшись ночи, полковник Шипов велел обойти противника с тыла и напасть. Сам же он вошел в главные ворота и продолжил вести атаку. Персы поняли, что их окружают с двух сторон, и в войске началась паника. Они начали разбегаться по улицам города, а русские солдаты их преследовали. Было убито около тысячи персидских солдат.
Захватить русские корабли им также не удалось. Около ста человек, находившихся на них, сумели отбить атаку более пяти тысяч человек персидской армии.

## Последствия
Российская империя в ходе заключения Петербургского мирного договора 1723 года сумела оставить за собой данные территории. В дальнейшем там находился Низовой корпус, с помощью которого Российская империя контролировала эти земли. Но в 1732 году эти земли были возвращены обратно Персии по Рештскому мирному договору.